# Moray Watson

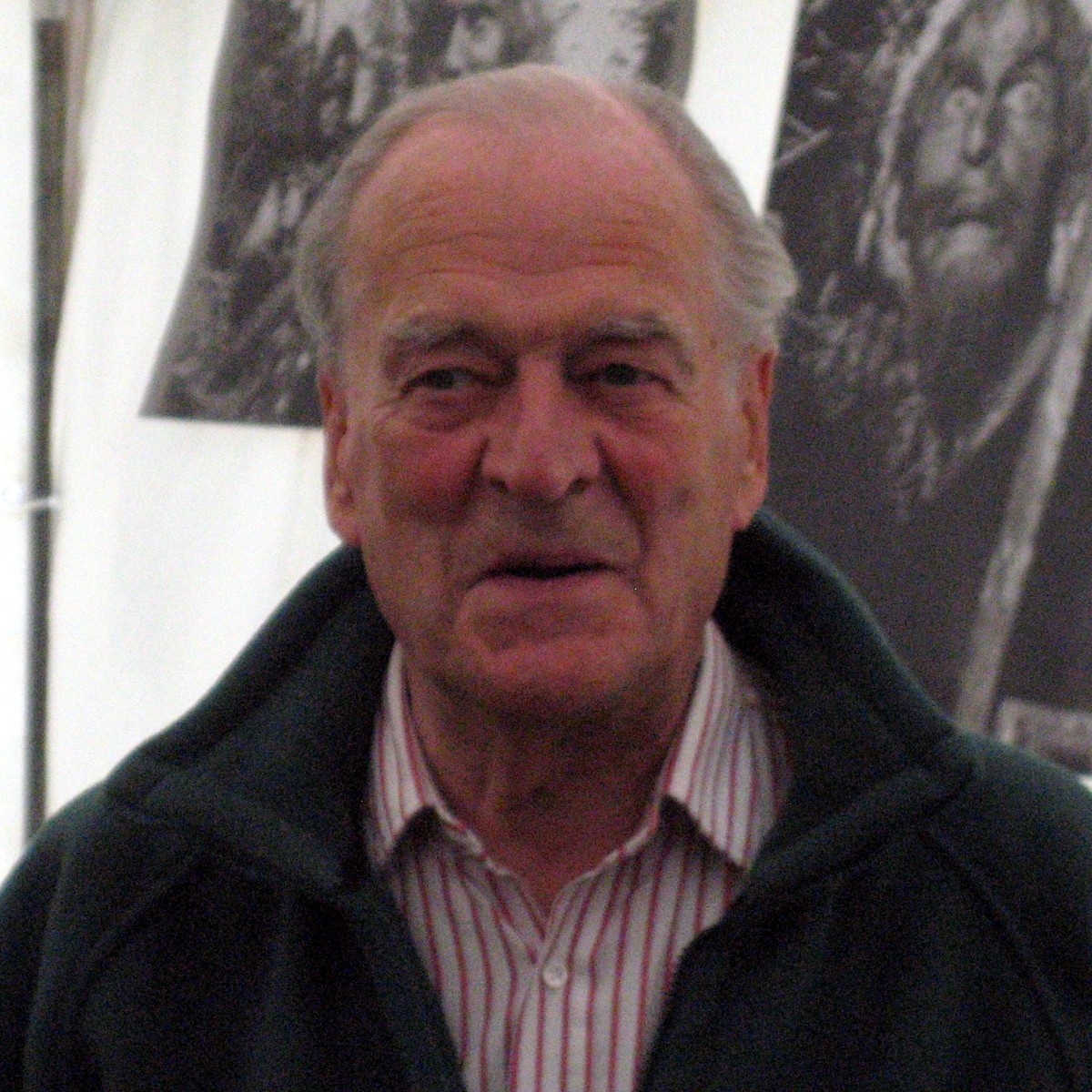
Moray Watson (2009)

Moray Robin Philip Adrian Watson (* 25. Juni 1928 in Sunningdale, Berkshire; † 2. Mai 2017 in London, England) war ein britischer Schauspieler. Zwischen 1953 und 2014 wirkte er an über 110 Film- und Fernsehproduktionen mit.

## Leben und Karriere
Watson studierte am Eton College, nach seinem Militärdienst absolvierte er ein Schauspielstudium an der Webber Douglas Academy of Dramatic Art. Er profilierte sich in der Nachkriegszeit als beliebter Bühnenschauspieler in Gesellschaftskomödien.
Insbesondere zwischen den 1960er- und 1990er-Jahren wirkte er in vielen britischen Fernsehserien in Haupt- und Nebenrollen mit. So war er in den 1960er-Jahren einer der Hauptdarsteller der Serie Compact und verkörperte in einer Fernsehverfilmung von Stolz und Vorurteil von 1980 den Mr. Bennet. Zu seinen in Deutschland wohl bekanntesten Rollen zählen der schriftstellernde Butler von Cary Grant und Deborah Kerr in der Komödie Vor Hausfreunden wird gewarnt (1960) und der Schlossherr Lord Collingford in der zweiten Staffel der Serie Catweazle (1971). Oft verkörperte der Charakterdarsteller gentlemanhafte Herren aus der britischen Oberschicht oder Angehörige des Militärs, letzteres etwa als Brigadiergeneral an der Seite von Catherine Zeta-Jones in der Serie The Darling Buds of May (1991–1993). Watson blieb bis ins hohe Alter als Schauspieler aktiv und trat noch in den 2010er-Jahren in Bühnenproduktionen (etwa mit seiner autobiografischen Ein-Mann-Show Looking Back and Dropping Names) und vereinzelt in Filmen auf. 2016 veröffentlichte er seine Autobiografie Looking Back and Dropping Names in Buchform.
Von 1955 bis zu ihrem Tod 1999 war Watson mit Pam Marmont verheiratet, der Tochter des britischen Stummfilmstars Percy Marmont. Das Paar hatte zwei Kinder. Seine Tochter Emma ist selbst Schauspielerin und mit dem Darsteller Rupert Vansittart verheiratet. Watson starb im Mai 2017 im Alter von 88 Jahren.

## Filmografie (Auswahl)
- 1953: The Quatermass Experiment (Fernsehserie, 2 Folgen)
- 1956: Find the Lady
- 1960: No Wreath for the General (Fernsehserie, 5 Folgen)
- 1960: Vor Hausfreunden wird gewarnt (The Grass Is Greener)
- 1962: Alarm auf der Valiant (The Valiant)
- 1962–1965: Compact (Fernsehserie, 97 Folgen)
- 1964: Silas Marner (Fernsehserie, 5 Folgen)
- 1964: Simon Templar (The Saint; Fernsehserie, Folge The Imprudent Politician)
- 1965: Geheimaktion Crossbow (Operation Crossbow)
- 1966: Mit Schirm, Charme und Melone (The Avengers; Fernsehserie, Folge The Danger Makers)
- 1968: Wenn es keine Schwarzen gäbe, müßte man sie erfinden (If There Weren't Any Blacks You'd Have to Invent Them, Fernsehfilm)
- 1969: Der Experte (The Expert; Fernsehserie, 2 Folgen)
- 1970: Paul Temple (Fernsehserie, Folge Games People Play)
- 1970: Haferbrei macht sexy (Every Home Should Have One)
- 1971: Catweazle (Fernsehserie, 12 Folgen)
- 1974: The Pallisers (Fernsehserie, 20 Folgen)
- 1975: Quiller (Fernsehserie, 13 Folgen)
- 1977: Murder Most English: A Flaxborough Chronicle (Fernsehserie, 5 Folgen)
- 1978: Simon Templar – Ein Gentleman mit Heiligenschein (Return of the Saint; Fernsehserie, Folge The Judas Game)
- 1978–1988: Rumpole von Old Bailey (Rumpole of the Bailey; Fernsehserie, 10 Folgen)
- 1980: Die Seewölfe kommen (The Sea Wolves)
- 1980: Stolz und Vorurteil (Pride and Prejudice; Fernseh-Miniserie, 5 Folgen)
- 1980: Die Profis (The Professionals; Fernsehserie, 1 Folge It's Only a Beautiful Picture..)
- 1980–1982: Nobody’s Perfect (Fernsehserie, 12 Folgen)
- 1982: Doctor Who (Fernsehserie, Doppelfolge Black Orchid)
- 1982: Die unglaublichen Geschichten von Roald Dahl (Tales of the Unexspected; Fernsehserie, Folge Death in the Morning)
- 1982: Yes Minister (Fernsehserie, Folge The Challenge)
- 1984: Der Aufpasser (Minder; Fernsehserie, Folge Goodbye Sailor)
- 1984: Miss Marple – Die Tote in der Bibliothek (Miss Marple: The Body in the Library; Fernseh-Miniserie, 3 Folgen)
- 1987: Die Fälle des Harry Fox: Der Schrecken von London (Still Crazy Like a Fox, Fernsehfilm)
- 1987: Rude Health (Fernsehserie, 7 Folgen)
- 1989: Albert Campion (Campion; Fernsehserie, 2 Folgen)
- 1991: Der Mörder mit den Silberflügeln (A Murder of Quality, Fernsehfilm)
- 1991–1993: The Darling Buds of May (Fernsehserie, 11 Folgen)
- 1992: ...und griffen nach den Sternen (To Be the Best, Fernsehfilm)
- 1995: Polizeiarzt Dangerfield (Dangerfield; Fernsehserie, Folge Police Brutality)
- 2000: Inspector Barnaby (Midsomer Murders; Fernsehserie, Folge Judgement Day)
- 2002: Bertie and Elizabeth (Fernsehfilm)
- 2012: Run for Your Wife
- 2014: Ace (Kurzfilm)